# Műugrás az 1992. évi nyári olimpiai játékokon
Az 1992. évi nyári olimpiai játékokon a műugrásban négy bajnokot avattak, két férfi és két női számban.

## Eseménynaptár
| E | Elődöntő | D | Döntő |

| Versenyszám       | júl./aug. | júl./aug. | júl./aug. | júl./aug. | júl./aug. | júl./aug. | júl./aug. | júl./aug. | júl./aug. |
| Versenyszám       | 26        | 27        | 28        | 29        | 30        | 31        | 1         | 2         | 3         |
| ----------------- | --------- | --------- | --------- | --------- | --------- | --------- | --------- | --------- | --------- |
| Férfi 3 m egyéni  |           |           | E         | D         |           |           |           |           |           |
| Férfi 10 m egyéni |           |           |           |           |           |           |           | E         | D         |
| Női 3 m egyéni    |           |           |           |           |           |           | E         | D         |           |
| Női 10 m egyéni   | E         | D         |           |           |           |           |           |           |           |

## Éremtáblázat
(Az egyes számoszlopok legmagasabb értéke, vagy értékei vastagítással kiemelve.)
| Az 1992. évi nyári olimpiai játékok éremtáblázata műugrásban | Az 1992. évi nyári olimpiai játékok éremtáblázata műugrásban | Az 1992. évi nyári olimpiai játékok éremtáblázata műugrásban | Az 1992. évi nyári olimpiai játékok éremtáblázata műugrásban | Az 1992. évi nyári olimpiai játékok éremtáblázata műugrásban | Olimpia  |
| ------------------------------------------------------------ | ------------------------------------------------------------ | ------------------------------------------------------------ | ------------------------------------------------------------ | ------------------------------------------------------------ | -------- |
|                                                              | Ország                                                       | Arany                                                        | Ezüst                                                        | Bronz                                                        | Összesen |
| 1.                                                           | Kína (CHN)                                                   | 3                                                            | 1                                                            | 1                                                            | 5        |
| 2.                                                           | Egyesült Államok (USA)                                       | 1                                                            | 1                                                            | 1                                                            | 3        |
|                                                              |                                                              |                                                              |                                                              |                                                              |          |
| 3.                                                           | Egyesített Csapat (EUN)                                      | 0                                                            | 2                                                            | 1                                                            | 3        |
|                                                              |                                                              |                                                              |                                                              |                                                              |          |
| 4.                                                           | Németország (GER)                                            | 0                                                            | 0                                                            | 1                                                            | 1        |
|                                                              |                                                              |                                                              |                                                              |                                                              |          |
| Összesen                                                     | Összesen                                                     | 4                                                            | 4                                                            | 4                                                            | 12       |

## Érmesek

### Férfi
| Az 1992. évi nyári olimpiai játékok érmesei férfi műugrásban |                                       |                                         |                                             |
| Versenyszám                                                  | Arany                                 | Ezüst                                   | Bronz                                       |
| 3 m műugrás                                                  | Mark Lenzi · Egyesült Államok (USA)   | Tan Liang-tö (Tan Liangde) · Kína (CHN) | Dimitrij Szautyin · Egyesített Csapat (EUN) |
| 10 m toronyugrás                                             | Szun Su-vej (Sun Shuwei) · Kína (CHN) | Scott Donie · Egyesült Államok (USA)    | Hsziung Ni (Xiong Ni) · Kína (CHN)          |

### Női
| Az 1992. évi nyári olimpiai játékok érmesei női műugrásban |                                         |                                           |                                           |
| Versenyszám                                                | Arany                                   | Ezüst                                     | Bronz                                     |
| 3 m műugrás                                                | Kao Min (Gao Min) · Kína (CHN)          | Irina Lasko · Egyesített Csapat (EUN)     | Brita Baldus · Németország (GER)          |
| 10 m toronyugrás                                           | Fu Ming-hszia (Fu Mingxia) · Kína (CHN) | Jelena Mirosina · Egyesített Csapat (EUN) | Mary Ellen Clark · Egyesült Államok (USA) |